# Ворог держави № 1
«Ворог держави № 1» (фр. L’instinct de mort) — французький гостросюжетний фільм, заснований на правдивій історії легендарного французького злочинця Жака Меріна. Режисером картини є Жан-Франсуа Ріше, в головних ролях — Венсан Кассель, Сесіль де Франс, Жерар Депардьє.

## Сюжет
Картина «Ворог держави № 1» є першою частиною фільму-біографії Жака Меріна відомого французького гангстера, в 1970-ті роки що дійсно був ворогом держави № 1. В ній розповідається, як протягом практично двох десятиліть Жак Мерін, вихідець з благополучної буржуазної сім'ї, організовував і брав участь в різноманітних збройних пограбуваннях французьких банків, деколи перериваючись на тюремні строки.

## У ролях
- Венсан Кассель — Жак Мерін
- Сесіль де Франс — Жанн Шнайдер
- Жерар Депардьє — Г'юдо
- Жиль Лелуш — Пол
- Рой Дюпюї — Жан-Пол Мер'є
- Елена Аная — Софія
- Мішель Дюшоссуа — П'єр Андре Мерін (батько Жака Меріна)
- Міріам Буає — мати Жака Меріна
- Флоранс Томассен — Сара
- Абделхафід Металсі — Ахмед (Ahmed)
- Олів'є Гурме — комісар Броссар
- Анн Косіньї — адвокат Жака Меріна

## Касові збори
Світова прем'єра відбулась — 11 вересня 2008 року. Світові касові збори картини склали 23,22 млн $.

## Цікаві факти
- Жак Мерін сам написав книгу про своє життя, яка стала основною сценарію, пізніше підкорегованим Абделом Рауфом Дафрі і Жан-Франсуа Ріше. Всім відомо, що Жак Мерін був величезним вигадником, і ніхто ніколи не дізнається, де в його біографії правда, а де брехня.